# 行政罰法
《行政罰法》，為中華民國的一部行政法典，於2005年2月5日公布，2006年2月5日施行，全文共計46條。

## 沿革
中華民國早期行政法制之行政罰規定，散見於各種行政法律中，缺乏如同民法及刑法之總則性規定；直到2005年立法院三讀通過行政罰法，2006年施行，自此行政罰亦有實定法上之總則性規定。
2011年11月23日，行政罰法修正第26、27、32、45、46條條文，其修正條文於公布日施行。

## 內容
行政罰法主要內容如下：
- 從新從輕原則
- 有故意及過失，並具備責任能力，始受處罰
- 職權不處罰
- 一行為不二罰
- 裁處權時效為三年
- 加重私法人董事或其他代表權人之責任
- 不當得利可追繳
- 擴大沒入及追徵價額

## 外部連結
- 行政罰法 （页面存档备份，存于）